# 1FINITYワークス
1FINITYワークス株式会社（ワンフィニティワークス、英: 1FINITY WORKS,INC.）は、富士通グループの電機メーカー。2025年6月までの商号は富士通テレコムネットワークス株式会社（ふじつうテレコムネットワークス、英: FUJITSU TELECOM NETWORKS LIMITED）。
栃木県小山市に本社を置き、ネットワーク機器・装置・システムの製造を行っている。

## 主力製品
- フォトニクスネットワーク、アクセスネットワークなどネットワーク機器・装置・システム
- 多重無線機器

## 事業所
- 本社・小山工場 - 栃木県小山市城東3-28-1

## 沿革

### 初代
- 1930年 - 河津無線研究所として設立。
- 1935年 - 株式会社河津無線研究所に変更
- 1938年 - 河津無線電機株式会社に社名を変更。富士通信機製造株式会社（現：富士通）の資本参加を得る。
- 1972年 - 富士通電装株式会社に社名を変更。
- 1988年 - 東京証券取引所市場第2部に株式上場
- 1997年 - 東京証券取引所市場第2部から第1部に指定
- 2002年 - 富士通アクセス株式会社に社名を変更
- 2007年 - 富士通株式会社との株式交換により、100%子会社となる。
- 2008年 - 富士通株式会社のフォトニクスネットワーク事業の製造部門および国内向けの開発部門と統合し、富士通テレコムネットワークス株式会社となる
- 2012年 - 富士通株式会社のアクセスネットワーク事業の製造部門を統合。
- 2015年 - 富士通株式会社に簡易吸収合併され、富士通テレコムネットワークス株式会社（初代）は解散。ネットワーク事業の製造機能は同名の新会社（2代）に承継。セキュリティ事業は新設会社の富士通ソーシャルライフシステムズ株式会社に承継。パワーエレクトロニクス事業は株式会社富士通テレコムネットワークス福島に承継[1]。

### 2代
- 2015年 - 富士通テレコムネットワークス株式会社（2代）設立。富士通テレコムネットワークス株式会社（初代）と富士通ワイヤレスシステムズ株式会社のネットワーク事業の製造機能を継承。
- 2015年 - 子会社の株式会社富士通テレコムネットワークス茨城を吸収合併[2]。
- 2018年 - 関城工場の生産機能を小山工場へ移管[3]。
- 2019年
  - 1月 - 子会社の株式会社富士通テレコムネットワークス福島の株式の80%を株式会社東京精密へ譲渡[4]。
  - 6月 - 株式会社富士通テレコムネットワークス福島の社名を株式会社アクレーテク・パワトロシステムに変更[5]。
- 2020年 -  子会社の株式会社アクレーテク・パワトロシステムの株式の20%を株式会社東京精密へ譲渡[6]。
- 2025年7月1日 - 富士通のネットワークプロダクト事業の分社化に伴い、同日付で設立された1FINITYの子会社となり、現商号に変更[7][8]。

## 主要関係会社
- 1FINITY光和